# Musée du Souvenir Bataille de la Meuse Mai 1940
Le Musée du souvenir, Batailles de la Meuse, Mai 1940 est un musée historique situé  à Haut-le-Wastia (Belgique), créé en 2003.

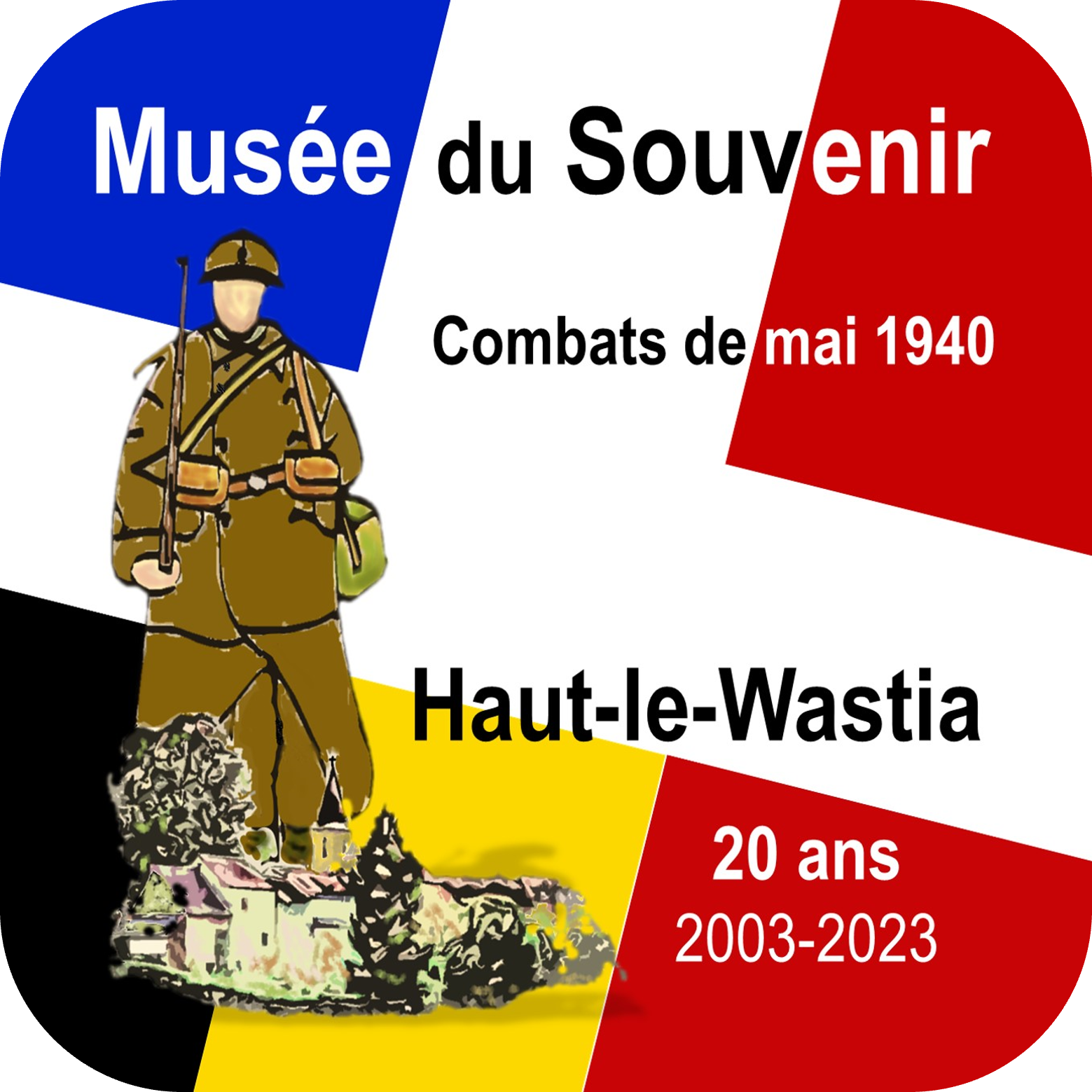
Logo du Musée du Souvenir - Mai 40, version 2023

## Combats de mai 1940
Mai 1940, Haut-le-Wastia (Anhée) est au cœur des combats contre les armées hitlériennes. Conquis par les Allemands le 13 mai 1940 malgré le courage des soldats du 1er Groupe de Reconnaissance de Division d'Infanterie (1er GRDI) et une contre-attaque du 129e Régiment d'Infanterie (129e RI), le village est repris le lendemain à l'aube par le 14e Régiment de Dragons Portés (14e RDP),. Il est définitivement évacué quelques heures plus tard à cause des risques d'encerclement par le Nord et par le Sud. Isolés sur la butte 122, à l'entrée Sud de la localité, les derniers défenseurs français du 129e RI sont attaqués par les panzers de la 5. Panzer-Division et déposent les armes en début d'après-midi, après un dernier combat. 

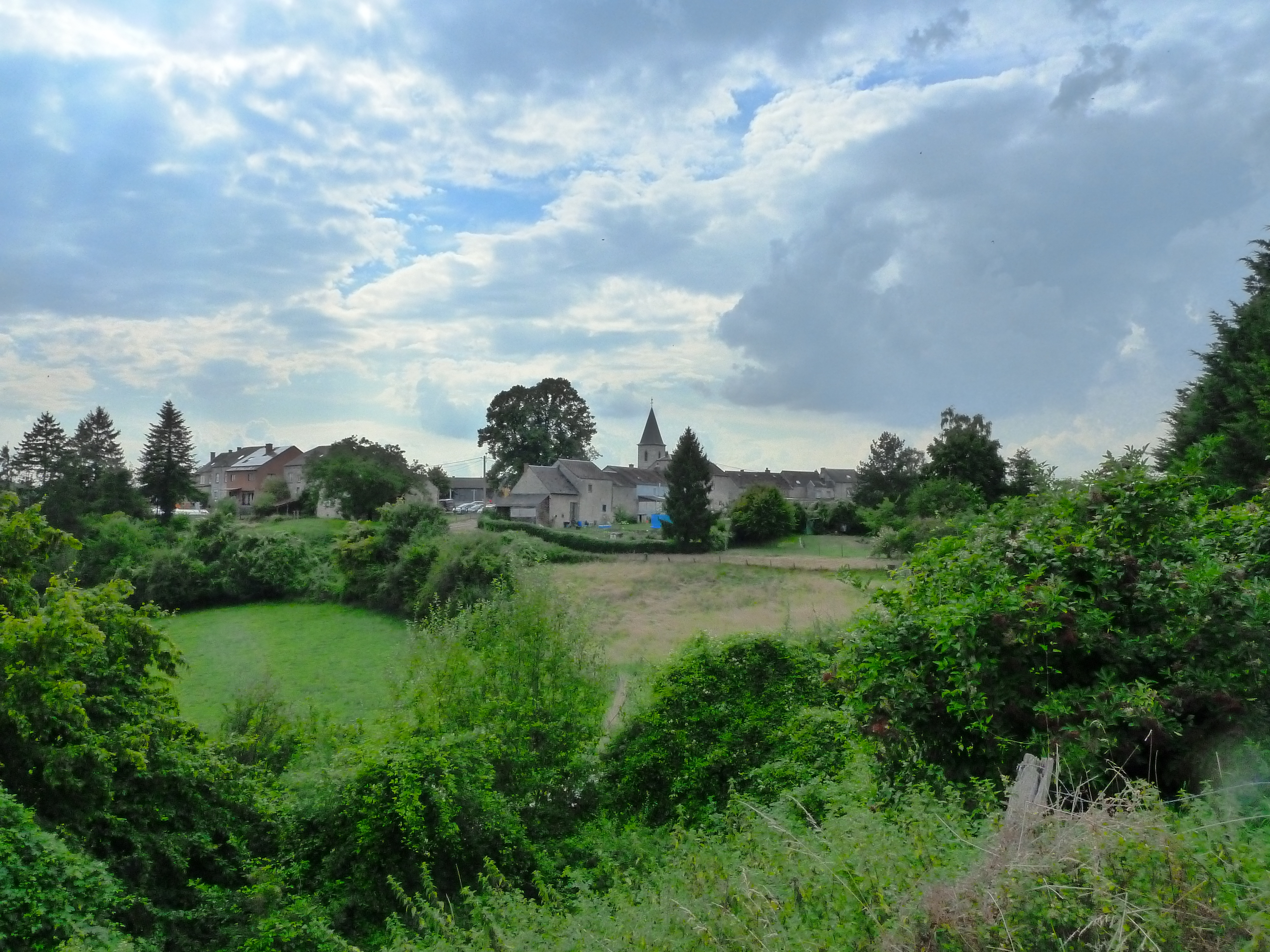
Vue du centre du village

Retraitant vers la frontière à l'Ouest, l'armée française tente une dernière contre-attaque à Flavion le 15 mai 40, à l'aide de la 1re Division Cuirassée (1er DCR). Cette bataille, la 2e bataille de chars de l'histoire, tournera à l'avantage des Allemands.

## Commémorations et Mémorial des Français

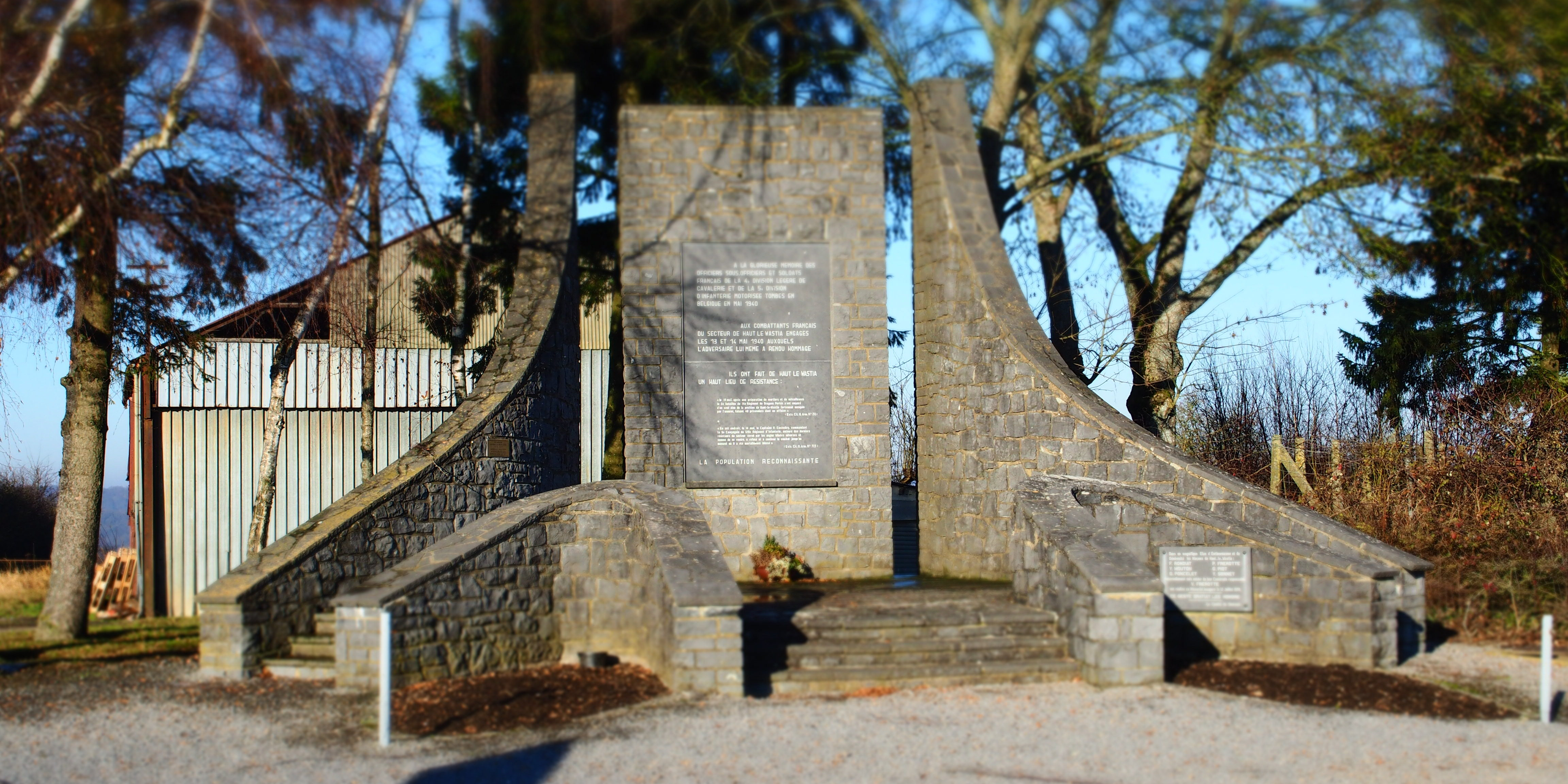
Mémorial des Français sur la butte 222, dernier point de résistance du RI

Après-guerre, des vétérans français revenus sur les lieux nouent des relations avec les habitants du village et des commémorations sont organisées au mois de mai. Dans les années 1960, un Comité du Souvenir se crée avec le projet de construire un monument en mémoire du sacrifice des soldats français. C'est chose faite en 1970 avec la construction d'un mémorial sur la butte 122, lieu des derniers combats et symbole du sacrifice des défenseurs français. Le monument est bâti gratuitement par des maçons de la région. Inauguré en présence d'autorités belges et françaises, tant civiles que militaires, il reste, encore aujourd'hui, le centre des commémorations auxquelles assistent toujours plusieurs familles de vétérans.
À présent, les visites du musée sont associées aux commémorations qui ont lieu tous les 5 ans ,.  

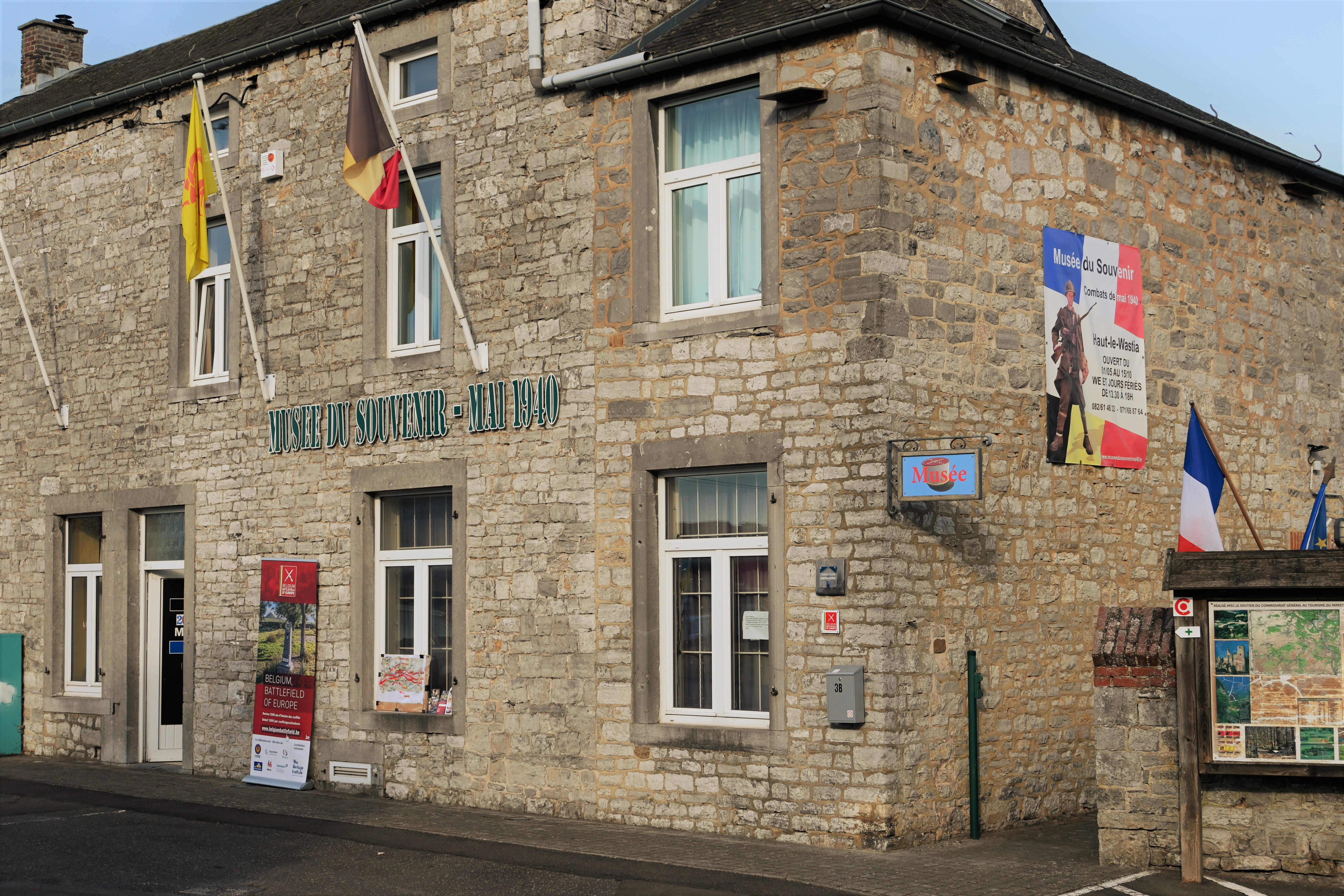
Musée du Souvenir et son entrée

## Musée du Souvenir - Mai 40

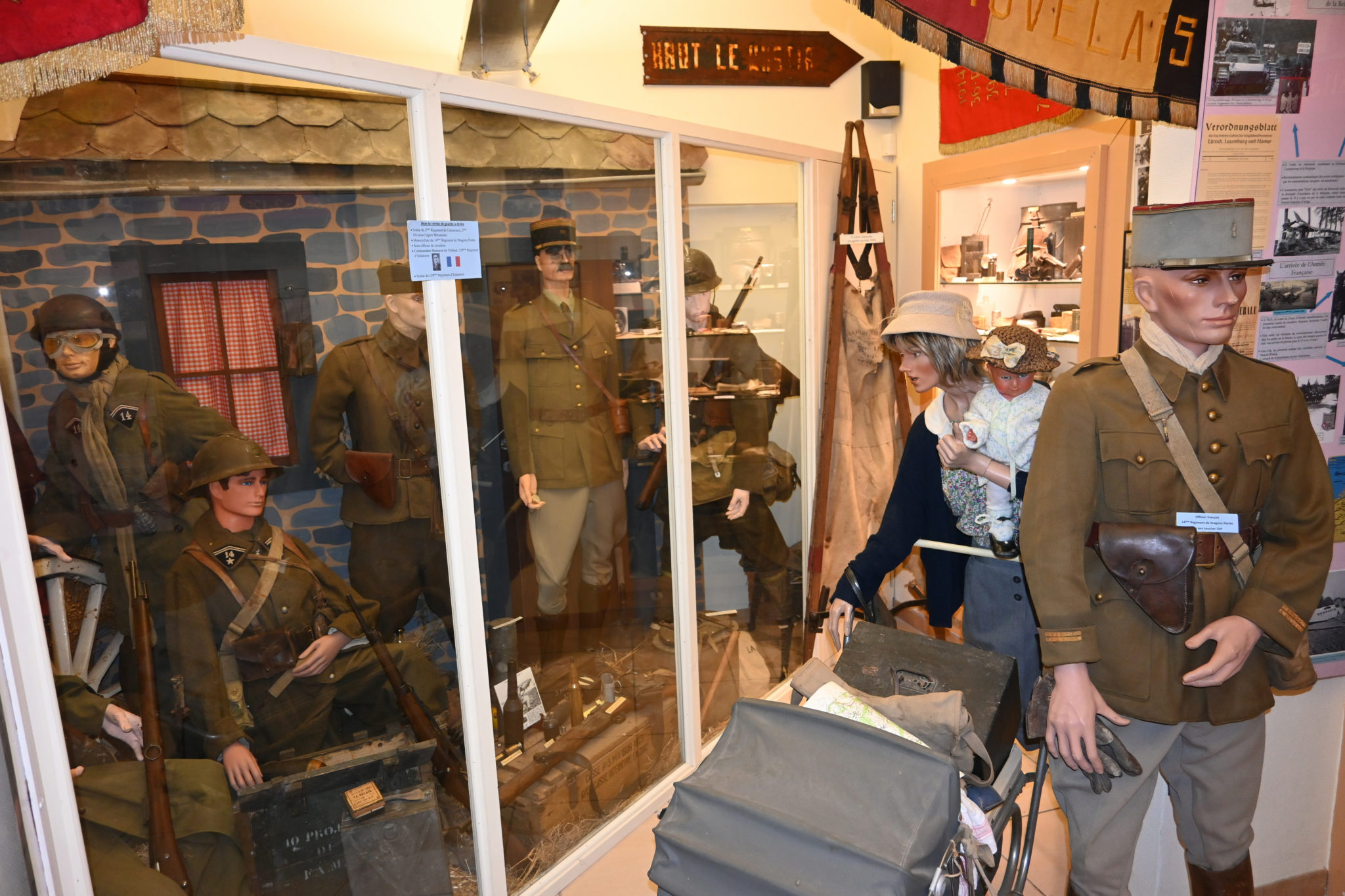
Salle du RI consacrée au récit des combats du 10 au 15 mai 40

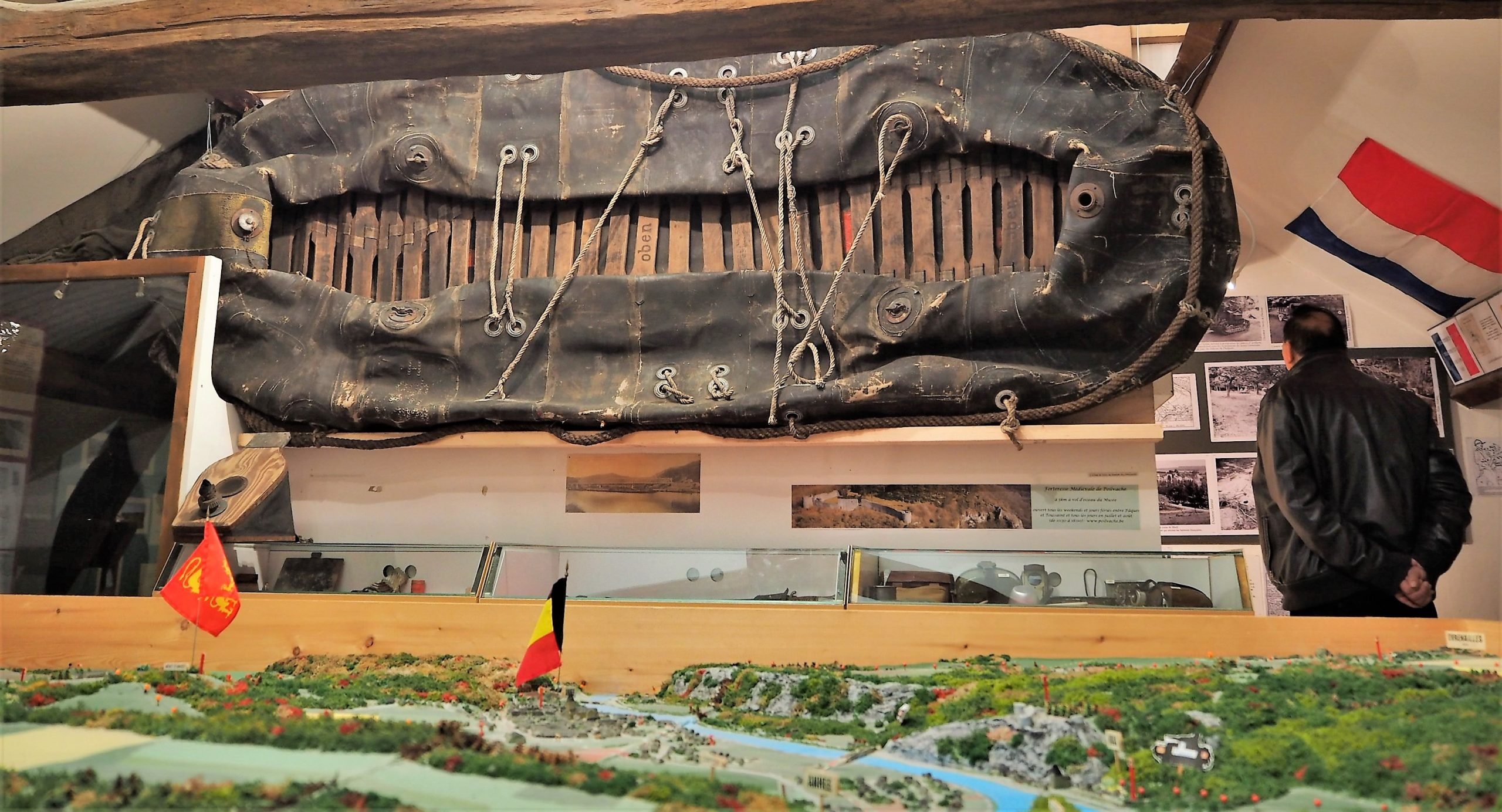
Le dernier étage avec le plan en relief, les collections sur l'armée belge et l'artillerie française de 1940 et le canot allemand

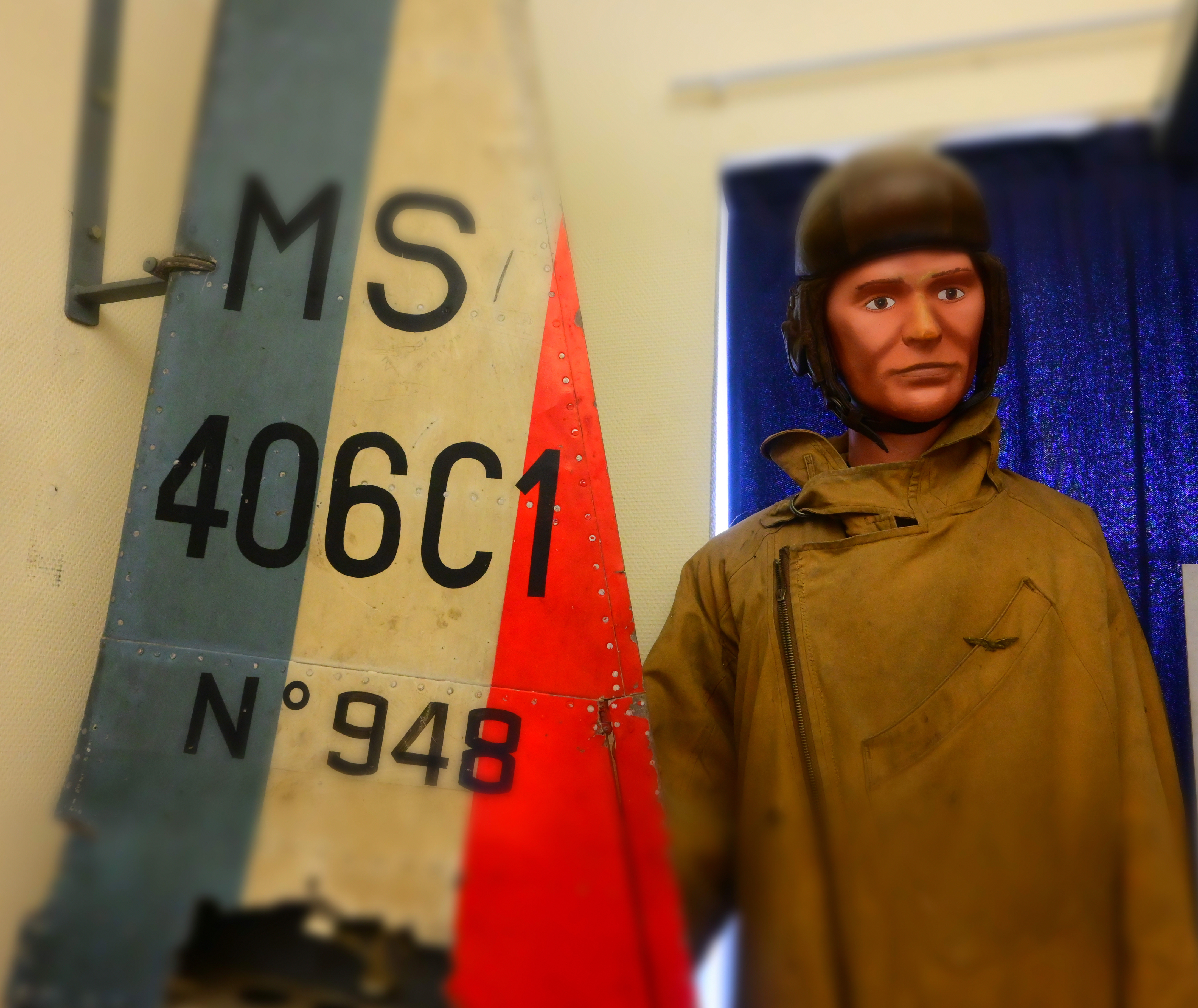
Salle des opérations aériennes au Musée du Souvenir - Mai 40

En 2003, plusieurs habitants de Haut-le-Wastia et des environs, soutenus par la Commune d’Anhée, créent dans l'ancien logement du directeur de l'école, le Musée du Souvenir, Batailles de la Meuse, mai 1940. Le thème du musée est la défense de la Meuse en mai 1940, la bataille de Flavion et la résistance des forts de Namur. Constituée en asbl, l'association du musée regroupe une cinquantaine de membres bénévoles qui  font vivre le musée du Souvenir. 
Au fil des ans, ses collections se sont étoffées grâce aux dons d'objets, à des achats et à des prêts. Quelques pièces rares sont aujourd'hui présentées : empennage de chasseur MORANE MS 406 portant encore une inscription au crayon de son mécanicien polonais, pièce de chars B1 bis, mitrailleuse allemande trouvée dans la Meuse à Bouvignes, uniforme et carnet du commandant français du secteur, morceaux du bombardier canadien crashé à Warnant, képi d'un pilote français ayant dû faire un atterrissage de fortune à Haut-le-Wastia pendant les combats, souvenirs de plusieurs combattants de la butte 222, calculateur d'artillerie français, képi du général Bruneau, canot pneumatique allemand, documents d'époque, uniformes, armements et équipement belges, français, allemands et anglais, porte de l'église perforée par les projectiles... 
Des reconstitutions grandeur nature, des dioramas, un plan en relief de 6 m2, de nombreuses cartes et photos permettent de suivre les opérations du 12 au 15 mai 40 dans la région et de comprendre la vie des combattants. Enfin, plusieurs films réalisés par le musée donnent la parole à des vétérans (sergent Georges Breyne du 129e RI et lieutenant Riss, pilote de chasse) et font revivre leurs souvenirs en images.

## Visite du musée
Le Musée du Souvenir se situe sur les lieux-mêmes des combats de mai 1940, au numéro 1 de la Place des Français à 5537 Haut-le-Wastia (Anhée - Belgique).
Il est ouvert tous les samedis, dimanches et jours fériés après-midi de début mai au début octobre et sur rendez-vous toute l'année.